# NBA Executive of the Year Award
Der National Basketball Association’s Executive of the Year Award ist eine seit der NBA-Saison 1972/73 vergebene Auszeichnung an den besten Funktionär der Liga. Sein Titel kann je nach Franchise Vice President of Basketball Operations lauten oder auch General Manager (GM). Beide Funktionen können mit unterschiedlichen Befugnissen ausgestattet sein. 
Anders als bei den anderen Auszeichnungen der National Basketball Association wird dieser Award nicht von der NBA direkt vergeben, sondern von den Sporting News. Der Executive of the Year Award ist aber trotzdem von der NBA offiziell anerkannt. Die Wahl wird von den GMs der 30 NBA-Teams vorgenommen, Gewinner ist derjenige mit den meisten Stimmen.
Seit seiner Einführung wurde der Award an 42 verschiedene GMs vergeben. Jerry Colangelo, erster GM der Phoenix Suns gewann den Award als einziger viermal. Bob Bass, Wayne Embry, Bob Ferry, Stan Kasten, Jerry Krause, Geoff Petrie, Jerry West, sowie Jerry Colangelos Sohn Bryan Colangelo gewannen den Award jeweils zweimal. Der einzige Gewinner, der nicht aus den Vereinigten Staaten kam, war der Nigerianer Masai Ujiri, der seinerzeit für die Denver Nuggets tätig war.
Larry Bird schaffte es als einziger, die Titel sowohl als Most Valuable Player, Coach of the Year sowie als Executive of the Year zu gewinnen.

## Gewinner
| ^   | Noch aktive General Manager                            |
| *   | Basketball Hall of Famer                               |
| *^  | Noch aktive Hall of Famer                              |
| (x) | Anzahl der Auszeichnungen >1 zum Zeitpunkt des Gewinns |

| Saison  | General Manager      | Nationalität       | Team                    |
| ------- | -------------------- | ------------------ | ----------------------- |
| 1972/73 | Joe Axelson          | Vereinigte Staaten | Kansas City-Omaha Kings |
| 1973/74 | Eddie Donovan        | Vereinigte Staaten | Buffalo Braves          |
| 1974/75 | Dick Vertlieb        | Vereinigte Staaten | Golden State Warriors   |
| 1975/76 | Jerry Colangelo*     | Vereinigte Staaten | Phoenix Suns            |
| 1976/77 | Ray Patterson        | Vereinigte Staaten | Houston Rockets         |
| 1977/78 | Angelo Drossos       | Vereinigte Staaten | San Antonio Spurs       |
| 1978/79 | Bob Ferry            | Vereinigte Staaten | Washington Bullets      |
| 1979/80 | Red Auerbach*        | Vereinigte Staaten | Boston Celtics          |
| 1980/81 | Jerry Colangelo* (2) | Vereinigte Staaten | Phoenix Suns            |
| 1981/82 | Bob Ferry (2)        | Vereinigte Staaten | Washington Bullets      |
| 1982/83 | Zollie Volchok       | Vereinigte Staaten | Seattle SuperSonics     |
| 1983/84 | Frank Layden         | Vereinigte Staaten | Utah Jazz               |
| 1984/85 | Vince Boryla         | Vereinigte Staaten | Denver Nuggets          |
| 1985/86 | Stan Kasten          | Vereinigte Staaten | Atlanta Hawks           |
| 1986/87 | Stan Kasten (2)      | Vereinigte Staaten | Atlanta Hawks           |
| 1987/88 | Jerry Krause*        | Vereinigte Staaten | Chicago Bulls           |
| 1988/89 | Jerry Colangelo* (3) | Vereinigte Staaten | Phoenix Suns            |
| 1989/90 | Bob Bass             | Vereinigte Staaten | San Antonio Spurs       |
| 1990/91 | Bucky Buckwalter     | Vereinigte Staaten | Portland Trail Blazers  |
| 1991/92 | Wayne Embry*         | Vereinigte Staaten | Cleveland Cavaliers     |
| 1992/93 | Jerry Colangelo* (4) | Vereinigte Staaten | Phoenix Suns            |
| 1993/94 | Bob Whitsitt         | Vereinigte Staaten | Seattle SuperSonics     |
| 1994/95 | Jerry West*          | Vereinigte Staaten | Los Angeles Lakers      |
| 1995/96 | Jerry Krause* (2)    | Vereinigte Staaten | Chicago Bulls           |
| 1996/97 | Bob Bass             | Vereinigte Staaten | Charlotte Hornets       |
| 1997/98 | Wayne Embry* (2)     | Vereinigte Staaten | Cleveland Cavaliers     |
| 1998/99 | Geoff Petrie         | Vereinigte Staaten | Sacramento Kings        |
| 1999/00 | John Gabriel         | Vereinigte Staaten | Orlando Magic           |
| 2000/01 | Geoff Petrie (2)     | Vereinigte Staaten | Sacramento Kings        |
| 2001/02 | Rod Thorn*           | Vereinigte Staaten | New Jersey Nets         |
| 2002/03 | Joe Dumars*          | Vereinigte Staaten | Detroit Pistons         |
| 2003/04 | Jerry West* (2)      | Vereinigte Staaten | Memphis Grizzlies       |
| 2004/05 | Bryan Colangelo      | Vereinigte Staaten | Phoenix Suns            |
| 2005/06 | Elgin Baylor*        | Vereinigte Staaten | Los Angeles Clippers    |
| 2006/07 | Bryan Colangelo (2)  | Vereinigte Staaten | Toronto Raptors         |
| 2007/08 | Danny Ainge^         | Vereinigte Staaten | Boston Celtics          |
| 2008/09 | Mark Warkentien      | Vereinigte Staaten | Denver Nuggets          |
| 2009/10 | John Hammond^        | Vereinigte Staaten | Milwaukee Bucks         |
| 2010/11 | Gar Forman           | Vereinigte Staaten | Chicago Bulls           |
| 2010/11 | Pat Riley*^          | Vereinigte Staaten | Miami Heat              |
| 2011/12 | Larry Bird*          | Vereinigte Staaten | Indiana Pacers          |
| 2012/13 | Masai Ujiri^         | Nigeria            | Denver Nuggets          |
| 2013/14 | R. C. Buford^        | Vereinigte Staaten | San Antonio Spurs       |
| 2014/15 | Bob Myers            | Vereinigte Staaten | Golden State Warriors   |
| 2015/16 | R. C. Buford^ (2)    | Vereinigte Staaten | San Antonio Spurs       |
| 2016/17 | Bob Myers (2)        | Vereinigte Staaten | Golden State Warriors   |
| 2017/18 | Daryl Morey^         | Vereinigte Staaten | Houston Rockets         |
| 2018/19 | Jon Horst^           | Vereinigte Staaten | Milwaukee Bucks         |
| 2019/20 | Lawrence Frank^      | Vereinigte Staaten | Los Angeles Clippers    |
| 2020/21 | James Jones          | Vereinigte Staaten | Phoenix Suns            |
| 2021/22 | Zach Kleiman^        | Vereinigte Staaten | Memphis Grizzlies       |
| 2022/23 | Monte McNair         | Vereinigte Staaten | Sacramento Kings        |
| 2023/24 | Brad Stevens^        | Vereinigte Staaten | Boston Celtics          |
| 2024/25 | Sam Presti^          | Vereinigte Staaten | Oklahoma City Thunder   |